# 천지선
천지선(1985년 9월 1일 ~ )은 대한민국의 [[성우]로, 2013년 교육방송 성우극회 공채 23기로 입사했다.

## 특이사항
아버지가 직업군인이라서 제법 엄격한 위기에서 자랐다고 한다.

## 출연 작품

### 애니메이션
- 기동전사 건담 (재능방송) - 키시리아 자비
- 몬카트 (EBS) - 베이드 레저
- 미라큘러스: 레이디버그와 블랙캣 (EBS) - 사라
- 포텐독 (EBS) - 다미(시즌2)
- 헬로 카봇 유니버스 (SBS) - 마이너 크루
- 캐치! 티니핑 (KBS2) - 다조핑
- 상상꾸러기 꾸다 (KBS1) - 큐리
- 토몬카 (MBC TV)
- 디지몬 고스트 게임 (재능TV) - 다르크몬

### 다큐 및 교양
- 2013.05.13 EBS 다큐 10+ <비단구렁이, 미국을 점령하다>
- 2013.07.08 EBS 다큐 10+ <마운틴 고릴라 : 야생과 문명의 기로에 서다>
- 2013.08.14 EBS 다큐 10+ <아시아의 경제혁명> - 제3편 인도네시아 금융 시장
- 2014.03.10 EBS 다큐 오늘 <1부 정글 생활의 달인 다니족 vs 코로와이족>
- 2014.03.11 EBS 다큐 오늘 <2부 나무 위에 집을 짓다 파푸아 원시부족 코로와이>
- 2014.03.12 EBS 다큐 오늘 <3부 나레, 전사로 태어나다>
- 2014.03.13 EBS 다큐 오늘 <4부 과거에서 온 그대>
- 2014.03.22 EBS 세계의 눈 <치명적인 재앙 - 토네이도>
- 2014.08.10 EBS 세계의 눈 <가난한 이들의 이웃, 교황 프란치스코>
- 2014.12.06 EBS 세계의 눈 <넬슨 만델라께 띄우는 편지>
- 2015.02.28 EBS 세계의 눈 <21세기형 첩보원 1부>
- 2015.07.31 EBS 금요필러 <다시 보는 미국 - 메이드 in USA>
- 2015.08.09 EBS 세계의 눈 <로빈 윌리엄스>
- 2015.08.22 EBS 세계의 눈 <슈퍼태풍, 도시를 삼키다>
- 2015.08.29 EBS 세계의 눈 <책의 미래>
- 2016.01.17 EBS 세계의 눈 <과학으로 본 지구>
- 2016.02.20 EBS 세계의 눈 <재앙의 재구성 - 패딩턴 열차사고>

### 외화
- 블랙 팬서 -  아요(플로렌스 카줌바)
- 앤트맨과 와스프 - 에이바의 엄마(리안 스틸)
- 완다비전 - 마리아(라샤나 린치)
- 캡틴 아메리카: 시빌 워 - 흑인 여자(알프레 우다르)
- 닥터 스트레인지: 대혼돈의 멀티버스 - 캡틴 마블(라샤나 린치)
- 피터 래빗 - 코튼테일

### 극장용 애니메이션
- 주먹왕 랄프 2: 인터넷 속으로 - 생크

### 방송
- 한글이 야호2 (EBS)
- 2020 딩동댕 유치원 (EBS) - 푸푸리 역

### 게임
- 히어로즈 오브 더 스톰 - 거미 여왕의 무덤 맵 아나운서 거미여왕 네이디스
- 로드 오브 히어로즈 - 자이라
- 무기미도 - 나인티나인

### 라디오
- 라디오 역사극장 (EBS)
- 교과서를 품은 드라마 한국사 (EBS)
- 다큐드라마 코리안 미러클 (EBS)
- 2013.08.19 ~ 2013.08.23 EBS 라디오 소설 (EBS) 노경실 作 철수는 철수다 - 준태, 친척 아주머니
- 2013.10.24 ~ 2013.11.02 EBS 라디오 인물열전 (EBS) 마더 테레사 - 베티카
- 2013.11.07 ~ 2013.11.16 EBS 라디오 인물열전 (EBS) 베토벤 - 콘스탄체
- 2014.01.16 ~ 2014.01.25 EBS 라디오 인물열전 (EBS) 찰리 채플린 - 동료 여배우
- 2014.02.05 ~ 2014.02.07 EBS 라디오 연재소설 (EBS) 구효서 作 여름은 지나간다
- 2014.02.13 ~ 2014.02.14 EBS 라디오 연재소설 (EBS) 김연수 作 벚꽃 새해
- 2014.03.13 ~ 2014.03.22 EBS 라디오 인물열전 (EBS) 앙투안 드 생텍쥐페리 - 콘수엘로
- 2014.03.27 ~ 2014.04.05 EBS 라디오 인물열전 (EBS) 윤동주 - 윤일주
- 2014.04.10 ~ 2014.04.19 EBS 라디오 인물열전 (EBS) 로댕 - 하녀
- 2014.04.24 ~ 2014.05.02 EBS 라디오 인물열전 (EBS) 이사도라 던컨 - 엠마 오스틴 外
- 2014.05.08 ~ 2014.05.17 EBS 라디오 인물열전 (EBS) 이태석 - 토마스 外
- 2014.05.22 ~ 2014.05.31 EBS 라디오 인물열전 (EBS) 나혜석 - 김마리아 外
- 2014.06.19 ~ 2014.06.28 EBS 라디오 인물열전 (EBS) 쇼팽 - 콘스탄차 外
- 2014.07.03 ~ 2014.07.12 EBS 라디오 인물열전 (EBS) 김수영 - 김현경 外
- 2014.07.17 ~ 2014.07.25 EBS 라디오 인물열전 (EBS) 로버트 카파 - 소렐 外
- 2014.07.31 ~ 2014.08.09 EBS 라디오 인물열전 (EBS) 유일한 - 엘리자베스 外
- 2014.08.14 ~ 2014.08.23 EBS 라디오 인물열전 (EBS) 코코샤넬 - 부인 外
- 2014.11.17 ~ 2014.12.13 EBS 낭독A (EBS) 이명랑 作 삼오식당
- 2014.12.01 ~ 2014.12.13 EBS 낭독A (EBS) C.S 루이스 作 천국과 지옥의 이혼
- 2014.12.15 ~ 2014.12.27 EBS 낭독A (EBS) 루시 모드 몽고메리 作 빨간머리앤과 함께하는 크리스마스
- 2014.12.15 ~ 2015.01.03 EBS 낭독A (EBS) 김진명 作 천년의 금서
- 2014.12.15 ~ 2015.01.10 EBS 낭독A (EBS) 미치 앨봄 作 모리와 함께한 화요일
- 2014.12.29 ~ 2015.01.17 EBS 낭독A (EBS) 폴 빌라드 作 위그든씨의 사탕가게
- 2015.01.02 ~ 2015.02.28 EBS 낭독A (EBS) 김윤영 作 내 집 마련의 여왕
- 2015.01.05 ~ 2015.01.31 EBS 낭독A (EBS) 정찬주 作 천강에 비친 달
- 2015.01.19 ~ 2015.02.14 EBS 낭독A (EBS) 헤르만 헤세 作 헤르만헤세 환상동화집
- 2015.02.06 ~ 2015.03.07 EBS 낭독B (EBS) 염상섭 作 만세전
- 2015.03.02 ~ 2015.03.21 EBS 낭독A (EBS) 더글라스 애덤스 作 은하수를 여행하는 히치하이커를 위한 안내서
- 2015.03.02 ~ 2015.03.28 EBS 낭독A (EBS) 애거서 크리스티 作 그리고 아무도 없었다
- 2015.03.23 ~ 2015.04.04 EBS 낭독A (EBS) 김원석 作 봉이 김선달
- 2015.03.30 ~ 2015.04.25 EBS 낭독A (EBS) 윌리엄 아이리시 作 환상의 여인
- 2015.04.27 ~ 2015.05.16 EBS 낭독A (EBS) 토마스 만 作 토니오 크뢰거
- 2015.04.27 ~ 2015.05.23 EBS 낭독A (EBS) 아서 코난 도일 作 셜록 홈즈 배스커빌가의 개 外 단편 모음

### 오디오 드라마
- 말할 수 없는 남매 (VoiceStory) - 이한미
- 쿠베라 (VoiceStory) - 아샤
- What does the fox say? (VoiceStory) - 성수민
- 진짜로 바꿔줘 - 윤찬

### 오디오 북
- 하쿠바산장 살인사건 - 마코토
- 외사랑 - 미스키